# Merionoeda consonaria
Merionoeda consonaria är en skalbaggsart som beskrevs av Holzschuh 2008. Merionoeda consonaria ingår i släktet Merionoeda och familjen långhorningar. Inga underarter finns listade i Catalogue of Life.